# Kiosek Staré Splavy
Kiosek Staré Splavy je funkcionalistický kiosek (bez čp), který se nachází v ulici Pobřežní ve Starých Splavech, části obce Doksy v okrese Česká Lípa v Libereckém kraji.

## Další informace
Kiosek Staré Splavy, lidově zvaný kiosek U přístaviště nebo jen Kiosek, nacházející se nedaleko přístaviště lodní dopravy na Máchově jezeře a historické gotické výpustě Karla IV., je původní, celodřevěná, funkcionalistická prodejna občerstvení, tabáku a tiskovin. Ve stylu tzv. alpinského funkcionalismu ji ve 20. letech 20. století. navrhl neznámý architekt. Kiosek byl patrně postaven v roce 1929, neboť na dochovaných obrazových materiálech vydaných před tímto rokem se nevyskytuje, a v tomto roce a po něm již ano.

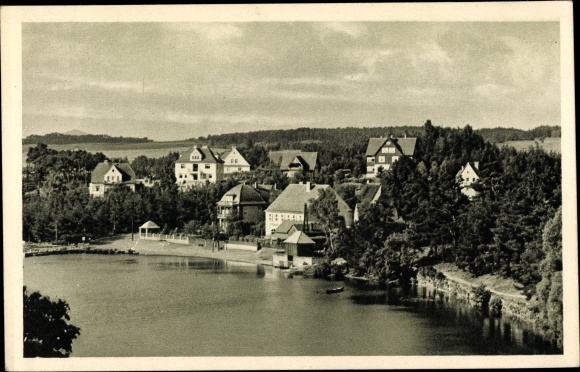
Pohled hráze ve Starých Splavech, tzv. Pobřeží z r. 1929, kde již stánek prokazatelně stojí

Jedná se o osově souměrnou, jednopatrovou stavbu o čtvercovém půdorysu 8 × 8 m, s jednoduchou stanovou střechou, vyhotovenou z místního, patrně borovicového dřeva. Kiosek představuje pozoruhodnou a cennou stavbu, dokládající někdejší živou a bohatou historii Starých Splavů (německy Thammühl) a Máchova jezera. V architektonickém kontextu ČR se dochovala snad pouze jediná podobná stavba, a to kubistický kiosek ve Vrchlického sadech v Praze 1, jenž byl r. 1981 prohlášen kulturní památkou.
Město Doksy v r. 2013 uvažovalo o stržení Kiosku a jeho nahrazením novostavbami. Stánek se nakonec podařilo ubránit pomocí petice současných provozovatelů, manželů Markových.
Stánek v roce 2016 dvakrát v rozmezí dvou měsíců (v únoru a v dubnu) za blíže nezjištěných příčin vyhořel, nejpravděpodobněji cizím zaviněním v důsledku probíhající necitlivé devastace a developingu přilehlého okolí. Stánek se těší velké popularitě – a to jak u místních, tak i zahraničních návštěvníků.